# Wilfried Eza
Wilfried Kwassi Eza (* 28. Dezember 1996 in Abidjan) ist ein ivorischer Fußballspieler.

## Karriere
Eza wechselte zur Saison 2016/17 nach Moldawien zum Erstligist Saxan Ceadîr-Lunga. Sein Debüt für Saxan in der Divizia Națională gab er im Oktober 2016. Bis zum Ende der Spielzeit erzielte er fünf Tore in 16 Spielen für die Gagausen, mit denen er aber aus dem moldawischen Oberhaus abstieg. Im Juli 2017 wechselte er anschließend nach Belarus zum FK Homel, den er aber im August 2017 wieder ohne Einsatz verließ. Im Juli 2018 wechselte er ein zweites Mal nach Homel, wo er dann bis zum Ende der Spielzeit 2018 zweimal in der Wyschejschaja Liha spielte.
Im Januar 2019 wechselte Eza nach Armenien zum FC Arzach. Für Arzach spielte er bis zum Ende der Saison 2018/19 insgesamt elfmal in der Bardsragujn chumb. Zur Saison 2019/20 schloss er sich dem Zweitligisten FA Wan an. In der Saison 2019/20 kam er zu 26 Einsätzen in der Aradschin chumb, in denen er 31 Tore erzielte. Mit Wan stieg er zu Saisonende ins Oberhaus auf, mit seinen 31 Toren war er der zweitbeste Torschütze der Liga. In der Bardsragujn chumb erzielte er in der Saison 2020/21 dann acht Tore in 22 Einsätzen.
Zur Saison 2021/22 zog Eza weiter innerhalb der Liga zum FC Ararat-Armenia. In der Saison 2021/22 machte er acht Tore für Ararat in 30 Erstligaeinsätzen. In der Saison 2022/23 erzielte er 13 Tore in 34 Einsätzen. Damit war er der drittbeste Torschütze der Liga. Zu Beginn der Saison 2023/24 kam er zu vier Einsätzen. Im August 2023 wechselte der Angreifer zum österreichischen Zweitligisten SV Ried, bei dem er einen bis Juni 2025 laufenden Vertrag erhielt. Für Ried kam er zu 45 Einsätzen in der 2. Liga, in denen er 23 Mal traf. Ried stieg 2025 in die Bundesliga auf, woraufhin Eza das Team verließ.
Zur Saison 2025/26 wechselte Eza nach Russland zu Zweitligist FK Tscheljabinsk.